# Alexander Cambridge af Teck, 1. jarl af Athlone
Prins Alexander Cambridge af Teck, fra 1917: 1. jarl af Athlone (døbt 14. april 1874 på Kensington Palace, London, død 16. januar 1957 sammensted) var en britisk prins af tysk–ungarsk oprindelse. Han tilhørte en ikke–arveberettiget (morganatisk) sidelinje af det württembergske kongehus.
Alexander Cambridge var generalguvernør i Sydafrika i 1924–1930 og i Canada i 1940–1946.

## Forfædre
Alexander Cambridge var sønnesøn af Alexander af Württemberg (1804–1885).
Alexander var oldesøn af Ludvig, prins af Württemberg, Henriette af Nassau-Weilburg (1780–1857), Georg 3. af Storbritannien, Charlotte af Mecklenburg-Strelitz, den danske general Frederik af Hessen-Kassel (1747–1837) og Karoline Polyxene af Nassau-Usingen. 
Alexander Cambridge var tipoldesøn af regerende hertug Frederik 2. Eugen af Württemberg, fyrste Karl Christian af Nassau-Weilburg og den hollandske regentinde Caroline af Oranien-Nassau-Diez, Frederik Ludvig af Wales og Augusta af Sachsen-Gotha (forældre til dronning Caroline Mathilde af Danmark–Norge) samt Frederik 2. af Hessen-Kassel og Marie af Storbritannien.

## Familie
Alexander Cambridge var bror til dronning Mary af Storbritannien og svoger til kong Georg 5. af Storbritannien. 
Han var gift med Prinsesse Alice, grevinde af Athlone. Hun var sønnedatter af dronning Victoria af Storbritannien. 
Alexander Cambridge og prinsesse Alice blev forældre til
- Lady May Abel Smith (født prinsesse May af Teck) (1906–1994).
- Rupert Cambridge, vicegreve Trematon (født prins Rupert Alexander George af Teck) (1907–1928).
- Prins Maurice af Teck (29. marts 1910–14. september 1910).